# 三上アイ
三上 アイ(みかみ あい、1880年3月 - 1970年6月1日)は、日本の教育者である。学校法人江の川学園創立者。 

## 人物および略歴
1880年、島根県邑智郡川本町にて出生。1906年、渡辺裁縫専門学校を卒業。翌1907年、島根県邑智郡に県下で初めての私立学校となる邑智裁縫女学院を創立し、和洋の裁縫や茶道の教育を行う。邑智裁縫女学院は1959年に川本家庭高等学校に改組、その姉妹校にあたる江津女子高等学校を併設。1962年に2校を統合し、江の川高等学校、さらに江の川学園短期大学を設立する。
1963年には藍綬褒章、1964年には勲四等瑞宝章を其々受章。1970年6月1日に没し、同時に従五位を賜る。